# Альбрехт, Карл Францевич
Ка́рл Фра́нцевич А́льбрехт (нем. Karl Joseph Albrecht; 1807—1863) — российский капельмейстер; композитор, дирижёр и музыкальный педагог германского происхождения.

## Биография
Родился 27 августа 1807 года в Познани.
Первоначальное музыкальное образование получил в Бреслау, в 1823 году окончил курс гармонии и контрапункта у известного капельмейстера Йозефа Шнабеля м в 1825 году поступил в городской театральный оркестр первым скрипачом.
В 1835 году был приглашён репетитором хора в Дюссельдорфский театр под руководством Юлиуса Рица. Затем стал самостоятельным дирижером оперной труппы, путешествовавшей по разным городам Германии .
В 1838 году К. Ф. Альбрехт был приглашён в Санкт-Петербург, сначала в качестве дирижера оркестра Драматического театра, впоследствии стал капельмейстером Немецкой оперы, а затем получил место капельмейстера в Русской опере, где 27 ноября 1842 года состоялось первое представление оперы М. И. Глинки «Руслан и Людмила» под управлением Альбрехта. Оркестром Русской оперы он управлял до 1850 года.
В промежутках своей капельмейстерской деятельности Альбрехт дирижировал всеми концертами того времени; из них особенно выдавались симфонические концерты придворной певческой капеллы и концерты Филармонического общества.
В качестве композитора К. Ф. Альбрехт является автором трех струнных квартетов, мессы и музыки к балету «Горный дух», написанных им в 1825 году.
В 1850 году Карл Францевич Альбрехт был назначен преподавателем музыки и пения в Гатчинском сиротском институте, где и скончался 24 февраля (8 марта) 1863 года. Был похоронен на Гатчинском лютеранском кладбище.
Его сыновья Евгений и Карл также пошли по стопам отца, избрав музыку родом своей деятельности.